# 新幾內亞島
新畿內亞島（英語：New Guinea；巴布亞皮欽語：Niugini）位於澳大利亞北面，是世界上第二大島嶼與最高島嶼。有時，本島亦被稱為「巴布亞」，但有時巴布亞亦單指本島的一部份。此外，印尼官方过去稱呼本島為「伊里安岛」，至2002年开始才称为巴布亚岛。
19世紀受歐洲國家殖民侵略，國界大致上沿用昔日德、荷佔領地一分為二：位於東經141度以東的（以及東經141度以西但是為弗萊河以東的一小部份土地），屬於巴布亞紐幾內亞，由1975年開始脫離澳大利亞成為獨立的國家；位於東經141度以西的（除弗萊河以東的一小部份土地），屬於印尼的巴布亞省和西巴布亞省。這部份一直都有分離活動，要求從印尼獨立。

## 詞源
在与西方接触之前，巴布亚这个名字曾被用来指代岛屿的一部分。其词源尚不清楚；一种理论指出，它源于蒂多雷语（蒂多雷蘇丹國使用的语言），该语言控制了该岛沿海地区的部分地区。该名称似乎来自“巴布”（统一）和“亚”（否定）两个词，意思是“不统一”或“地理上相距遥远（因此不统一）的领土”。
伊里安这个名称在印度尼西亚语中被用来指该岛和印度尼西亚的省，即西伊里安（Irian Barat）省。该名称由後来的州长弗兰斯·凯西埃波的兄弟马库斯·凯西埃波于1945年提出。它取自比亚克岛的比亚克语言，意为“崛起”或“上升精神”。

## 歷史
本島從4萬五千年前已開始有人類居住，島上約有1,000多個不同族群，都屬於美拉尼西亞人種，都講巴布亚诸语言。
新幾內亞以前與澳洲東北部相接，直到8,000年前海平面上升形成托雷斯海峽分開兩地。
本島的歐洲殖民歷史始於1828年，當時荷蘭人佔領了本島的西半部，並相繼於1895年設立貿易站，及於1910年建立省城Hollandia（即今日的查亞普拉）。
1883年，法國佔領了本島的東南部，改名為新愛爾蘭，但很快又被昆士蘭自治殖民領佔領。英國在1884年反對昆士蘭佔據新愛爾蘭，並把當地變成由英國直接管轄。餘下本島的東北部亦於同年被德國佔領，並宣稱為其保護地。
1906年，英國把新愛爾蘭的管轄權交給澳大利亞。第一次世界大戰期間，澳大利亞強行奪取德國在新幾內亞的屬地，並於1920年得到國際聯盟的承認。
1942年，日本軍隊南下至本島，同時入侵荷屬新幾內亞及東部澳大利亞的領土，使本島東部和北部的高地成為了第二次世界大戰中西南太平洋的主戰場。盟軍和日軍各自動員所屬佔領區內的原住民協助軍事行動，這種動員有時會造成相同的族群在同時間為交戰雙方所徵召。這種割裂和戰爭所帶來的破壞，帶給了原住民嚴重的傷害。
第二次世界大戰結束後，新幾內亞西部於1959年舉行選舉，成立巴布亞議會，並籌備於1961年4月5日獨立。當時議會已決定了新成立的國家的國號為新巴布亞、訂立了新的國徽、新國歌，以及以晨星為圖案的新國旗。新國旗於1961年12月1日升起，並與荷蘭國旗並排。1961年12月18日，印尼入侵西巴布亞，結束了它短暫的獨立。
1975年，澳大利亞正式給予新幾內亞東部全面獨立的地位，成立了巴布亞紐幾內亞。

## 地理
新几內亚在七千年前仍与澳大利亞相連，後由於海平面上升，使兩者被海水分隔，形成了今日的托列斯海峽。
毛克山脉和马勒山脉横贯全岛，海拔4,000米以上；最高峰查亚峰高达4,884米，南部的里古-弗莱平原为最大平原，沿海多沼泽和红树林。
地处赤道南侧，东南沿海属热带草原气候，海拔1,000米以上属山地气候，其余地区属热带雨林气候；北半部年降水量3,000毫米以上，南部1,000－2,000多毫米，1月－4月常受热带飓风袭击。

## 生態
在大約786,000平方千米的熱帶土地當中，新幾内亞有巨大的生態價值：共有11,000種植物；將近600種獨特的鳥類，包括極樂鳥；超過400種兩棲類動物；455種蝴蝶；哺乳動物種類包括樹袋鼠、長吻針鼴、高山鼠、斑袋貂與袋貂等有袋動物，和其他各式各樣的哺乳動物。在島上大多數物種的起源，至少是與直到相當最近一次地質時期與其相連的澳大利亚大陆相同(豬和狗,貓則是被引入)。美国演化生物学家贾雷德·戴蒙德自1964年起前往新几内亚岛及周边岛屿研究鸟类生态和演化，与当地土著部落多有接触，并在这段经历的启发下，撰写了知名的跨学科作品《枪炮、病菌与钢铁》。

## 外部連結
- The Intoxicating Birds of New Guinea by John Tidwell